# Motomiya, Fukushima
Motomiya (本宮市 Motomiya-shi) là một thành phố thuộc tỉnh Fukushima, Nhật Bản.